# Bánovce nad Ondavou
Bánovce nad Ondavou (in ungherese Bánóc, in tedesco Baan) è un comune della Slovacchia facente parte del distretto di Michalovce, nella regione di Košice.
Ha dato i natali al poeta Pavol Horov.